# Macropora septispinosa
Macropora septispinosa är en mossdjursart som beskrevs av Gordon och Taylor 2008. Macropora septispinosa ingår i släktet Macropora och familjen Macroporidae. Inga underarter finns listade i Catalogue of Life.